# Долгополье (Витебская область)
Долгополье (бел. Даўгапо́лле) — агрогородок в Городокском районе Витебской области Беларуси. Административный центр Долгопольского сельсовета.

## География
В 17 км на северо-запад от Городка, в 55 км от Витебска.
Пролегают дороги Н-2504, Н-2522.
Ближайшие населённые пункты Заречье, Оскато и др.

### Гидрография
На реке Чернавка.

## История
Упоминается с XVI века как местечко в Витебском уезде Витебского воеводства Великого Княжества Литовского. С 1772 года в Российской империи. Деревня и имение во владении Ивана Милеховича, после его смерти в ведомстве Городокской дворянской опеки. В 1785 году два одноимённых поселения в Городокском уезде Полоцкой губернии. В одном 42 ревизские души, во втором 8 дворов, 83 ревизские души. В XIX веке деревня и имение перешли в собственность помещиков Пиаров.
Согласно ревизии 1834 года в деревне 26 душ, в поместье работали 2 трактира. Всего в имении 427 крестьянских душ. Действовала Свято-Михайловская каменная церковь.
Согласно инвентарю 1846 года поместье принадлежало помещице Анне Иосифовне Пиара из Любашцинских. К настоящему времени она владела 2660 десятинами земли, в том числе 10 десятинами усадебной, 297 пахотной земли, 127 сенокоса, 1307 десятин леса. Крестьяне имели 6 десятин пахотной, 3 десятины сенокоса. К поместью относились фольварк Слобода и 15 деревень, всего 167 душ мужского и 150 женского пола, из них 194 трудоспособные. В Долгополье на это время было 6 дворов. Действовала водяная мельница (продукция использовалась для собственного винокурения).
В конце XIX — начале XX веков Долгополье — погост и имение Селищенской волости Городокского уезда Витебской губернии. Действовала церковноприходская школа.
В 1905 году в деревне было 3 двора, 20 жителей, принадлежало причту православной церкви, 19 десятин земли, работала церковноприходская школа (в 1909 году — 68 учеников). В поместье числилось 10 дворов, 100 жителей, 767 десятин пригодной, 127 десятин небезызвестной земли, 770 десятин леса. работал винзавод.
В 1906 году в Городокском уезде Селищской волости Витебской губернии.
В августе 1906 года в поместье происходили крестьянские волнения. После Октябрьской революции имение национализировано.
В Долгополье действовала сельскохозяйственная коммуна, школа I степени, 25 марта 1919 года организовано коллективное хозяйство «Братство», 6 дворов, 67 жителей и коммуна «Красное Знамя». Расположилась коммуна в поместье бывшего помещика Пиара. Весной 1924 года в ней насчитывалось 41 человек, из них взрослых — 21, было 161,65 десятин пашни, 45 десятин суходольных лугов. В 1925 году на собственные средства коммуна приобрела трактор.
С 15 февраля 1923 года в Городокской волости Городокского уезда Витебского округа, с 20 августа 1924 года в Селищенском сельсовете Городокского района Витебского округа, с 20 февраля 1938 года Витебской области.
Согласно переписи населения 1926 года в коммуне 7 дворов, 148 жителей, в коллективе «Братство» — 16 жителей, действовала столярная мастерская.
Решением Президиума ЦИК БССР за успехи, достигнутые в развитии сельскохозяйственной деятельности и в связи с 10-летием со дня основания, коммуна «Красное Знамя» в 1929 году была награждена орденом Трудового Красного Знамени Белорусской ССР.
В 1933 году работали колхоз «Красное Знамя» (образован на базе коммуны), водяная мельница, кузница. В 1940 году в деревне 35 дворов, 140 жителей.
Во время Великой Отечественной войны в бою около деревни погибли 75 воинов 259-го стрелкового полка 179-й стрелковой дивизии РККА. В 1943 году (или июле 1941 года) деревня сожжена немецко-фашистскими оккупантами, было загублено 26 жителей. После войны Долгополье отстроено. В 1959 году в деревне 148 жителей.
С 16 июля 1954 года центр сельсовета. Долгопольский сельсовет образован 16 июля 1954 года путём объединения упразднённых Москаленятского и Селищанского сельсоветов с центром в деревне Долгополье. В 1968 году центр сельсовета перенесён в деревню Заречье, в августе 1988 года возвращён обратно в Долгополье. Центр колхоза «Долгополье» (1999). 26 июня 1997 года в состав сельсовета включена территория упразднённого Пролетарского сельсовета.
В 1997 году в Долгополье 160 дворов, 408 жителей. В 2002 году в деревне 139 дворов, 344 жителя.
В 2009 году деревня Долгополье преобразована в агрогородок.

## Население

### Численность
- 2019 год — 156 жителей

### Динамика
- 1906 год — 3 двора (погост); 10 дворов (имение)[5]
- 1970 год — 552 жителей
- 1997 год — 408 жителей, 160 дворов
- 1999 год — 391 жителей (перепись населения)
- 2002 год — 344 жителя, 139 дворов
- 2009 год — 248 жителей (перепись населения)[5]
- 2019 год — 156 жителей (перепись населения)

## Инфраструктура
Действуют школа, Дом культуры, амбулатория, отделение банка, магазин, библиотека, отделение почтовой связи.

## Культура
- Дом культуры
- Библиотека
- Музей

## Достопримечательность
- Братская могила 75 красноармейцев 259-го стрелкового полка.
- Памятник землякам, погибшим в Великой Отечественной войны[6]. Установлен в 1975 году.

## Известные лица
- Амасович, Наталья Валерьевна — кандидат педагогических наук, доцент Витебского государственного университета.
- Ващенко, Алексей Егорович (1921—1942) — участник Сталинградской битвы.
- Ковалёв, Анатолий Фёдорович (1926—2015) — белорусский искусствовед, живописец, дизайнер. Кандидат искусствоведения (1973), профессор (1992). Участник Великой Отечественной войны.